# Летник
Летник, остатак преживјелог паганског обичаја дочекивања и празновања прољећа. Пада 1. марта.

## Поријекло ријечи
Ријеч летник је словенског поријекла и потиче од ријечи лето и летина.

## Народни обичај
Уочи летника припрема се одбрана од демона и гамади (мрава, мишева, змија и др.). Ујутру се спаљују буњишта. У селима Црногорског приморја се спаљују буњишта, а на кућна врата и прозоре се стављају рогови, корњачин оклоп и говеђе ноге; у зетским селима се звони клепетушама, лупа у металне предмете и галами по свим кућама и свим собама.